# Сахаров, Константин Григорьевич

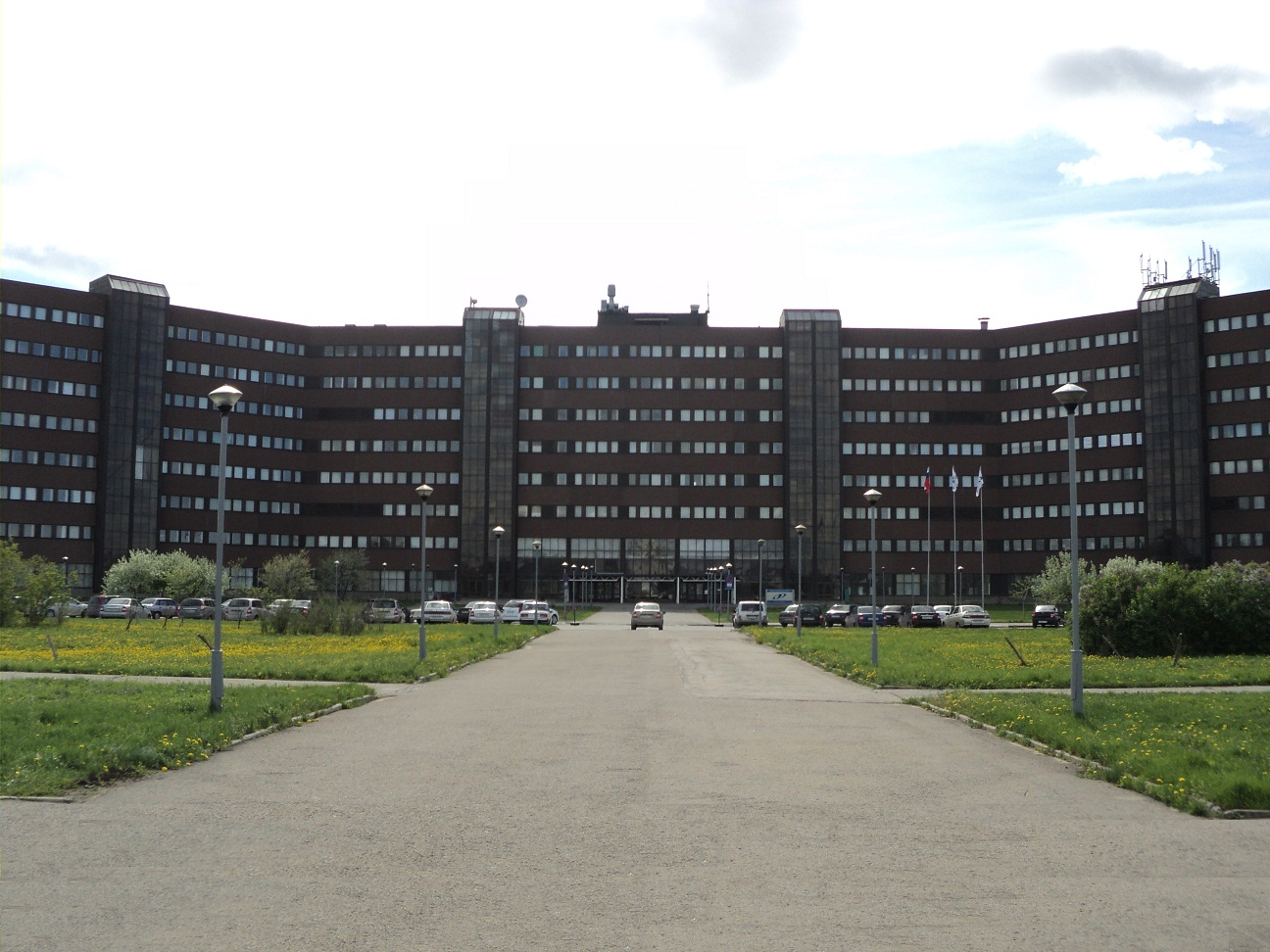
НТЦ «АВТОВАЗа»

Константин Григорьевич Сахаров (4 августа1939, Хайнувка — 30 апреля 2007 Россия) — советский и российский партийный и промышленный деятель. Вице-президент «АВТОВАЗа» и директор научно-технического центра НТЦ «АВТОВАЗ».

## Биография
Родился 4 августа 1939 года в Хайнувке, Польша.
После окончания школы четыре года отслужил в Советской армии на крейсере «Александр Невский» Северного флота. После армии учился в Ленинградском политехническом институте. В 1969 году приехал на Волжский автомобильный завод, на котором проработал по 2004 год.
Начал свою трудовую деятельность мастером, затем продвинулся по партийной линии, заняв через некоторое время пост заместителя секретаря парткома завода. Позже стал заместителем генерального директора по кадрам ОАО «АВТОВАЗ». 4 сентября 1986 года Правительством страны было принято решение о создании на Волжском автозаводе отраслевого научно-технического центра (НТЦ), первым директором которого стал В. В. Каданников. А с 1989 года и по 2004 год НТЦ руководил Константин Сахаров, одновременно являясь вице-президентом «АВТОВАЗа» по техническому развитию. Много лет Сахаров был бессменным президентом хоккейного клуба Лада.
10 марта 2004 года Константин Григорьевич заявил о своей отставке в связи с уходом на пенсию. Умер в Тольятти в 2007 году.
К. Г. Сахаров был инициатором и организатором создания на заводе Технического музея, который был открыт 7 сентября 2001 года в честь 15-летия научно-технического центра (ныне — Парковый комплекс истории техники имени К. Г. Сахарова).
В 1978 году был награждён Серебряной медалью ВДНХ СССР: «За разработку и применение новой структуры предприятия, прогрессивных форм организации труда и заработной платы, развитие эффективного социалистического соревнования, высококвалифицированную подготовку кадров, высвобождение 15,5 тысяч производственных рабочих, достижение проектной трудоемкости всеми производственными бригадами, аттестацию 4 моделей (из 5) автомобилей „Жигули“ на государственный Знак качества».
Награждён Орденом Дружбы народов, Орденом Трудового Красного Знамени, Юбилейной медалью «300 лет Российскому флоту».
30 октября 2004 года Константин Григорьевич Сахаров был удостоен медали «За вклад в наследие народов России», учрежденной Конгрессом Российского союза исторических городов и регионов за особые заслуги в деле сохранения и приумножения историко-культурного и природного наследия народов России.